# C8
A C8 az AMC promóciós csatornája volt, ami 2014. április 1-jén indult az Animax helyén. A C8 a Minimax adásideje után, az egykori Animax műsoridejében 20:00 és 2:00 között volt nézhető, de tervek között szerepelt az önálló csatornára kerülés és a 24 órás műsoridő. A csatorna első 3 évében hetente frissült műsorait az AMC nyolc másik csatornájának műsorkínálatából válogatták, abból kívántak ízelítőt nyújtani, 2017. február 13-tól azonban 2 heti váltással az AMC adóinak tüköradása volt látható. A csatornán sport-, gyermek-, film-, életstílus és szórakoztató tudományos műsorok voltak láthatóak.
A csatorna nem készített saját ajánlókat, a reklám- illetve ajánlóblokkok az AMC más csatornáinak ajánlójaiból álltak. Éppen ezért a C8-nak hivatalosan nem volt önálló csatornahangja, de volt egy olyan, egy, a Minimaxon 2014 májusában sugárzott reklámszpotja (amellyel a csatornán 2014. május 17-én sugárzott Bayern-Dortmund kupadöntőt reklámozták), amely Varga Gábor (a Sport TV csatornáinak bemondója) hangján volt hallható.
A csatorna 2018. január 1-jétől megszűnt, és ezzel együtt a Minimax 24 órás műsoridőre váltott.

## Története
A C8 indulásáról az első hírek 2013 novemberének elején jelentek meg, mikor a cseh médiahatóság engedélyt adott a Chello Central Europenak, hogy csatornát indítson Magyarországon. A szerződést 12 évre kötötték meg. Egy hónappal később bejelentették, hogy az Animax 2014. január 31-én megszűnik, helyét a C8 veszi át. Később korrigálták, hogy az Animax csak 2 hónappal később fejezi be sugárzását.
Végül 2014 márciusának végén jelentette be a sajtó a C8 2014. április 1-jei indulását. Az Antenna Hungária és a Chello Central Europe megállapodása alapján az akkoriban új csatorna az indulás napjától bekerült a mindigTV kínálatába önálló csatornán, emellett elérhető volt a UPC, a UPC Direct (ma Direct One), a DIGI és a Magyar Telekom kínálatában is, a Minimaxszal osztott csatornán, annak 20 órai műsorzárása után.
A csatorna első 3 évében hetente frissült műsorait az AMC nyolc másik csatornájának műsorkínálatából válogatták, abból kívántak ízelítőt nyújtani. Kezdetben napi 4 órában, 20:00 és éjfél között sugárzott, majd 2015. április 20-tól 20:00 és 02:00 között (napi 6 órában). 2017. február 13-tól 2 heti váltással az AMC csatornáinak tüköradása volt látható.
2018. január 1-én Magyarországon is megszűnt, ezzel a Minimax 24 órás műsoridőre váltott. A 2014 májusa óta nem frissített weboldala azonban 2018 végéig még elérhető volt.

## Műsorstruktúra
| Idő (CET) | Hétköznap este                          | Hétvégén este                           |
| --------- | --------------------------------------- | --------------------------------------- |
| 20:00     | Gyermek- és ifjúsági műsorok            | Gyermek- és ifjúsági műsorok            |
| 21:00     | Filmek és televíziós sorozatok          |                                         |
| 21:00     | Filmek és televíziós sorozatok          | Sport                                   |
| 23:00     | Dokumentumfilmek, gasztronómia, életmód | Dokumentumfilmek, gasztronómia, életmód |
| 02:00     | Adászárás                               | Adászárás                               |

## Műsorkínálat

### Sorozatok, dokumentum-műsorok, sportközvetítések, gasztronómia
- A boldogság receptjei
- A boldogság útjain
- A Filmvászon Legendái
- A halvacsora
- A három albérlő
- A Láthatatlan Madárfotós
- A rendezői székben
- Állati oknyomozók
- Behálózva
- Brutális fizika
- Colin és Justin tuti lakástippjei
- Eljövendő világ
- Felspannolva
- Film Café Stars
- Film Mánia Stars
- Fogas kérdés: Elefántok végveszélyben
- Gatyás bagázs
- Hekker Zek
- Hollywood Café
- Hollywood Mánia
- Hollywood legjobb rendezői
- Karácsonyi nyelvleckék
- Kézilabda BL, Magazin
- KO Tv Profi boxmagazin
- Labdarúgás
- Mr. Young
- NFL (észak-amerikai profi futballbajnokság)
- OTP Bank Liga, 30 perces összefoglaló
- Oscar oázisa
- Ötlettől a milliókig
- Receptdaráló
- Receptdaráló Extra
- Rejtett tájakon
- Renoválás hadművelet
- Rio de Janeiro titkai
- Ruha teszi?
- Sorsfordító állatok
- Természetfilmesek és egyéb állatfajták
- Trash Talk
- Valamit visz a víz

### Filmek
- A belgrádi fantom
- A Bellicher átka
- A fagy fogságában
- A félelem városa
- A felforgató
- A háború kísértetei: Légi hitvallás
- A háború kísértetei: Tankok kora
- A hold fia
- A sivatagi hold titka
- Az elárult sziget
- Az égig érő paszuly
- Az élő múmia
- Az élőhalottak éjszakája 3D – Újjáélesztés
- Ahol a grizzlyk élnek
- Amerikai szamuráj
- Bad Karma – A bűn útján
- Bruno
- Bear Grills
- Centre Place
- Egy maréknyi tenger
- Egymilliárd dolláros agy
- Fekete sas
- Flört a négyzetben
- Gilbert Grape
- Harc az öböl felett
- Hegyi kaszálók
- Hold
- Hősök
- Karate tigris: Nincs irgalom
- L. A. Story – Az őrült város
- Laza csapat
- Loch Ness mélyén
- Mennyei kard
- Partraszállás: A felderítők
- Puszta acél
- Shaolin templom
- Sherlock Bond, a kutyanyomozó
- Smitty
- Szőr Austin Powers: Őfelsége titkolt ügynöke
- Terminátor 2. – Az ítélet napja